# Lobelia langeana
Lobelia langeana är en klockväxtart som beskrevs av Dusen. Lobelia langeana ingår i släktet lobelior, och familjen klockväxter. Inga underarter finns listade i Catalogue of Life.